# Polje mečev
Polje mečev (v izvirniku angleško The Field of Swords) je zgodovinski roman britanskega pisatelja Conna Igguldena, ki je prvič izšel leta 2005 pri založbi HarperCollins. Je tretji del serije Imperator.

## Zgodba
Govori večjidel o Cezarjevem osvajanju Galije. Pred tem je bil imenovan za guvernerja v Španiji, od koder se je vrnil sto dni pred koncem položaja. Vrnil se je v Rim in kandidiral za konzula. Zaradi šibkega nasprotnika je lahko sklenil triumvirat z Gnejem Pompejem in Krasom. Po tem se je odpravil v Galijo in jo osvojil.